# Charakteristische Clavierstücke
Die Charakteristischen Clavierstücke von Gottlieb Christian Füger, publiziert im Jahr 1784, sind ein zyklisch angelegtes Klavierwerk und ein Beispiel für das Charakterstück des 18. Jahrhunderts.
Im Blick auf Friedrich Hölderlins musiktheoretisch begründete Lehre vom Wechsel der Töne ist das kompositorische Werk des sich selbst als Rosenkreuzer bezeichnenden Universalgelehrten Gottlieb Christian Füger, geb. am 3. Juli 1749 in Heilbronn, von Interesse, weil es im Sinne musikalischer Affektenlehre in zwölf 'Charakterstücken' Charaktere darstellt und deren Gemütslagen in Überschriften auf Deutsch und Französisch benennt:
Charakteristische Clavierstücke von G. C. Füger
I. Ausgelassenheit. II. Lebhaftigkeit. III. Froehlichkeit. IV. Heiterkeit. V. Freude und Frohloken. VI. Zaertlichkeit. VII. Sehnsucht. VIII. Stolz und Kuehnheit. IX. Schwermuth und Gemütsunruhe. X. Wuth und Raserei. XI. Bitte und Drohen. XII. Schmeicheln und Liebkosen. Tübingen, auf Kosten des Verfassers [Selbstverlag von G. C. Füger].
Pieces caracteristiques pour le clavecin par G. C. Füger.
I. Joie immoderée. II. Vivacité. III. Gaieté. IV. Serenité. V. Joie et Allegresse. VI. Tendresse. VII. Ardent Desir. VIII. Orgueil et Hardiesse. IX. Melancolie et Mécontentement. X. Fureur et Rage. XI. Priéres [sic!] et Menaces. XII. Flatteries et Caresses. â Tubingue, aux depens de l'Auteur. [Selbstverlag; Teilvertrieb: Johann Jakob Heerbrandt] ([Am Ende:] gestochen von I. H. Walder [in Zürich].) [1784.]
Unter den auf S. [3] genannten Subskribenten ist der bedeutendste Bonner Lehrer Ludwig van Beethovens, Christian Gottlob Neefe, besonders bemerkenswert.
Eine Teilausgabe ohne Subskribentenliste. nur mit Schmucktitelblatt, wurde als Titelausgabe (lediglich mit anderem Titelblatt) von der Verlagsbuchhandlung Johann Heinrich Steiner und Compagnie [d. i. Johann Heinrich Sulzer "zum Adler"] vertrieben:
Charakterjstische Clavjerstücke von G. C. Füger  Tübingen auf Kosten des Verfassers, übernohmen [so!] von der Steinerischen Buchhandlung in Winterthur [1786].